# Domicja Longina
Domicja Longina, Domitia Longina (ur. ok. 53, zm. po 126) – żona cesarza rzymskiego Domicjana. Jej ojcem był senator Gnejusz Domicjusz Korbulon, a matką prawdopodobnie Kasja Longina, pochodząca ze starej rzymskiej nobilitas.
Wydana w bardzo młodym wieku za senatora Lucjusza Eliusza Lamię (przyszłego konsula), w roku 70 nawiązała romans z 19-letnim Domicjanem, młodszym synem cesarza Wespazjana, który poślubił ją w tym samym roku. W 73 roku urodził się ich syn, zmarły w dzieciństwie.
Gdy w 81 roku Domicjan został cesarzem, Domicja otrzymała tytuł augusty. W roku 83 wdała się w burzliwy romans z aktorem Parysem, wskutek czego cesarz wygnał ją ze stolicy. Wydaje się jednak, że wobec silnego uczucia nie zniósł długiej rozłąki i wkrótce sprowadził ją z powrotem do Rzymu, przywracając wszystkie przywileje należne jej godności.
W 96 roku prawdopodobnie uczestniczyła (lub była go świadoma) w spisku przeciwko małżonkowi, którego przeżyła o 30 lat, tytułowana jednak do końca Domitia Domitiani – „Domicją, żoną Domicjana”.
W zbiorach warszawskiego Muzeum Narodowego znajduje się wykonana w latach 82-92 n.e. wyrazista rzeźba portretowa cesarzowej (nr inw. 142717MNW), pochodząca z gołuchowskiej kolekcji Działyńskich i uważana za najlepszy portret rzymski w zbiorach polskich.   

## Literatura
- B.W. Jones: The Emperor Domitian, London 1992.
- B. Levick: Corbulo's Daughter. Greece & Rome 49 (2) 2002: s. 199–211.
- E.R. Varner: Domitia Longina and the Politics of Portraiture, American Journal of Archaeology 99 (2) 1995: s. 187–206.